# Římskokatolická farnost Zlatá Koruna
Římskokatolická farnost Zlatá Koruna je územní společenství římských katolíků v rámci českokrumlovského vikariátu českobudějovické diecéze.

## Historie
Roku 1263 byl ve Zlaté Koruně založen cisterciácký klášter, který trval do roku 1785, kdy byl Josefem II. zrušen v rámci jeho reforem. Konvent se během několika měsíců musel rozejít. Poslední opat, Bohumír Bylanský, dožil v Chýnově. V roce 1786 byla ve Zlaté Koruně založena farnost. Poslední sídelní kněz zde působil v roce 1969.

### Přehled duchovních správců
- 1945–1954 R.D. Josef Velický (farář)
- 1954–1965 R.D. Josef Bouza (administrátor ex currendo z Černice)
- 1965 (červenec–srpen) R.D. František Pernegr (administrátor excurrendo z Křemže)
- 1965–1968 R.D. Josef Kníže (administrátor ex currendo z Křemže)
- 1969 (leden–květen) R.D. Václav Wohlmut (administrátor)
- 1969 (květen–červenec) R.D. Josef Kníže (administrátor ex currendo z Křemže)
- 1969–1984 R.D. Václav Kraus (administrátor ex currendo z Českého Krumlova)
- 1985–1996 R.D. František Hranáč (administrátor ex currendo z Křemže)
- 1996–2016 R.D. Andrzej Urbisz (administrátor ex currendo z Křemže)
- od r. 2016 R.D. Petr Hovorka (administrátor ex currendo z Křemže)

## Současnost
Farnost Zlatá Koruna je součástí farního obvodu (kollatury) Křemže.
| Kostel                         | Místo        | Bohoslužba             | Bohoslužba             | Poznámka                          |
| ------------------------------ | ------------ | ---------------------- | ---------------------- | --------------------------------- |
| Kostel Nanebevzetí Panny Marie | Zlatá Koruna | neděle čtvrtek         | 9.00 16.45             | farní (býv. klášterní) kostel     |
| Kostel sv. Markéty             | Zlatá Koruna | nelze sloužit          | nelze sloužit          | zrušený „laický kostel“ kláštera  |
| Kaple sv. Andělů strážných     | Zlatá Koruna | neslouží se pravidelně | neslouží se pravidelně | bývalá „Královská kaple“ kláštera |

## Galerie

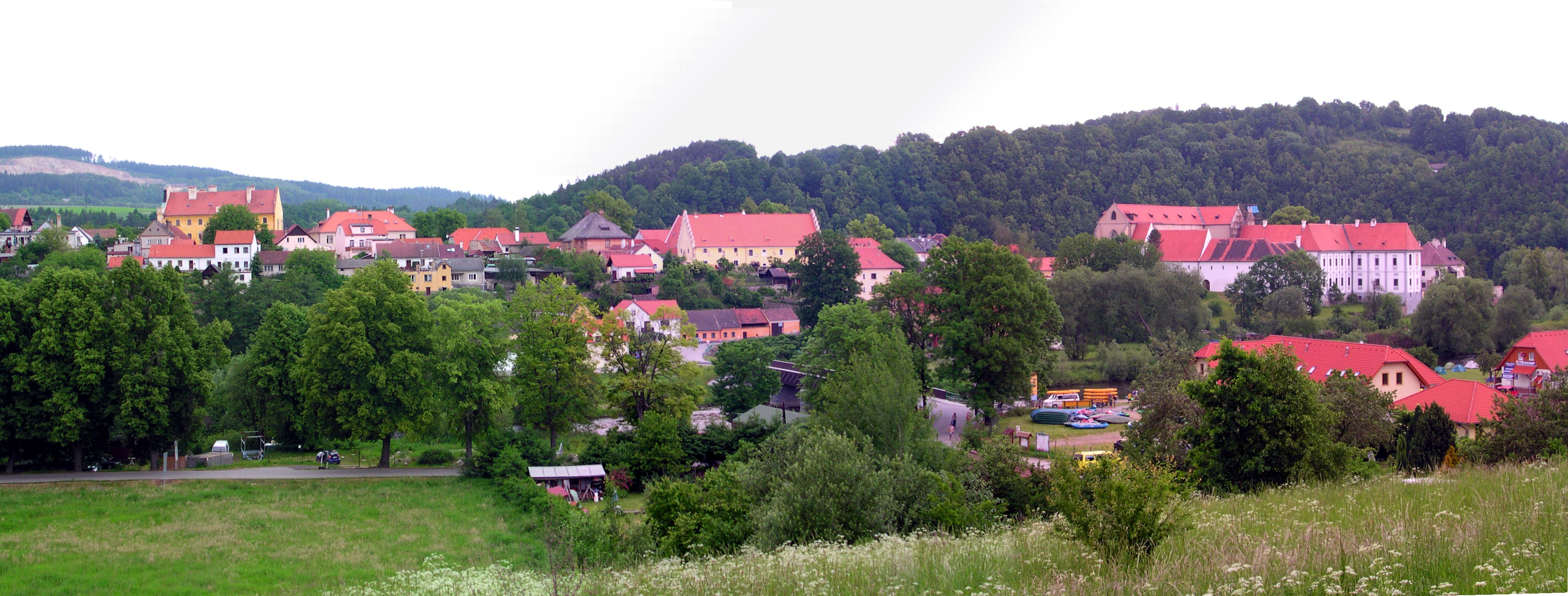
Celkový pohled na Zlatou Korunu a areál bývalého kláštera.
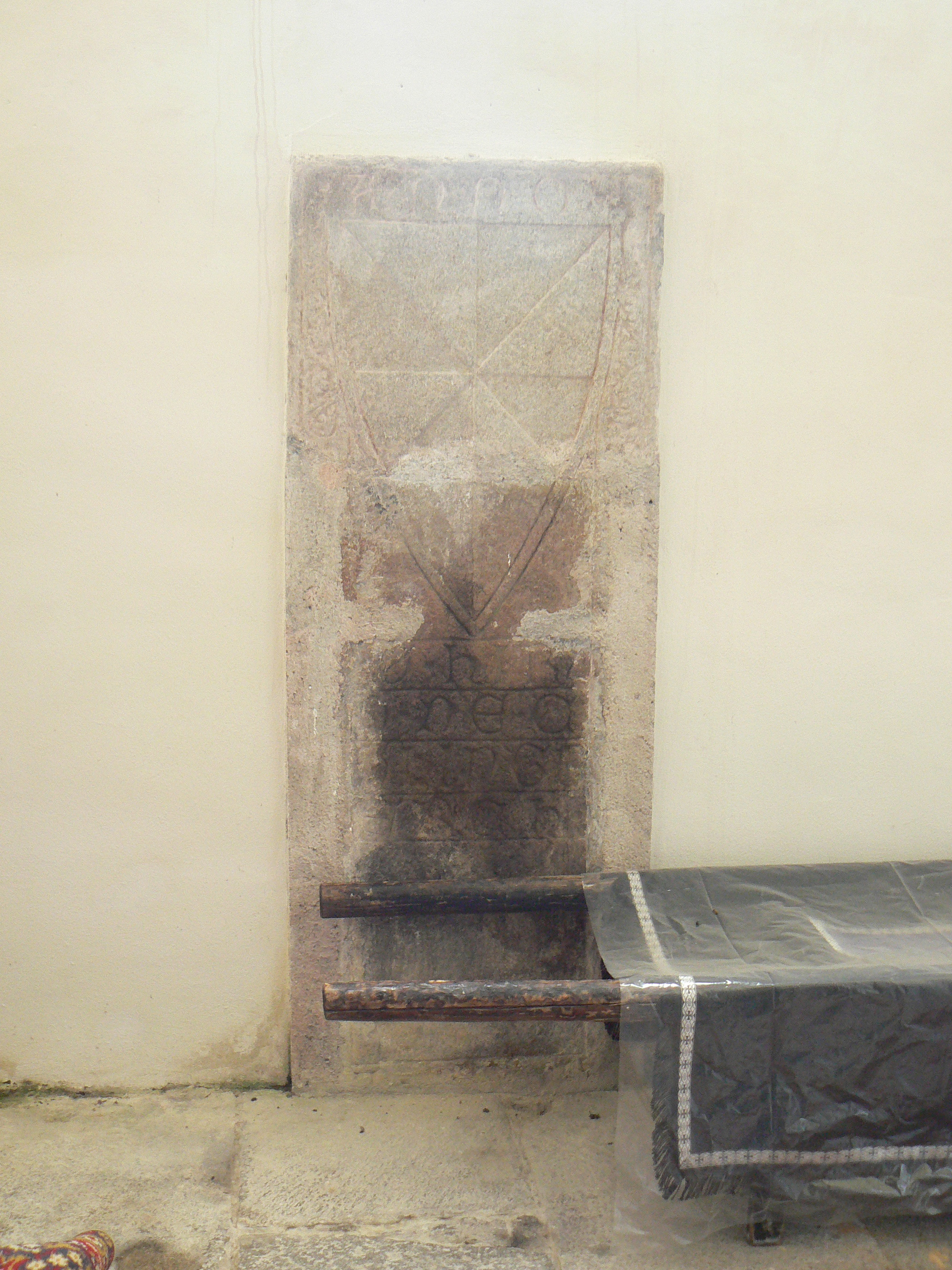
Náhrobek ve zlatokorunském kostele.
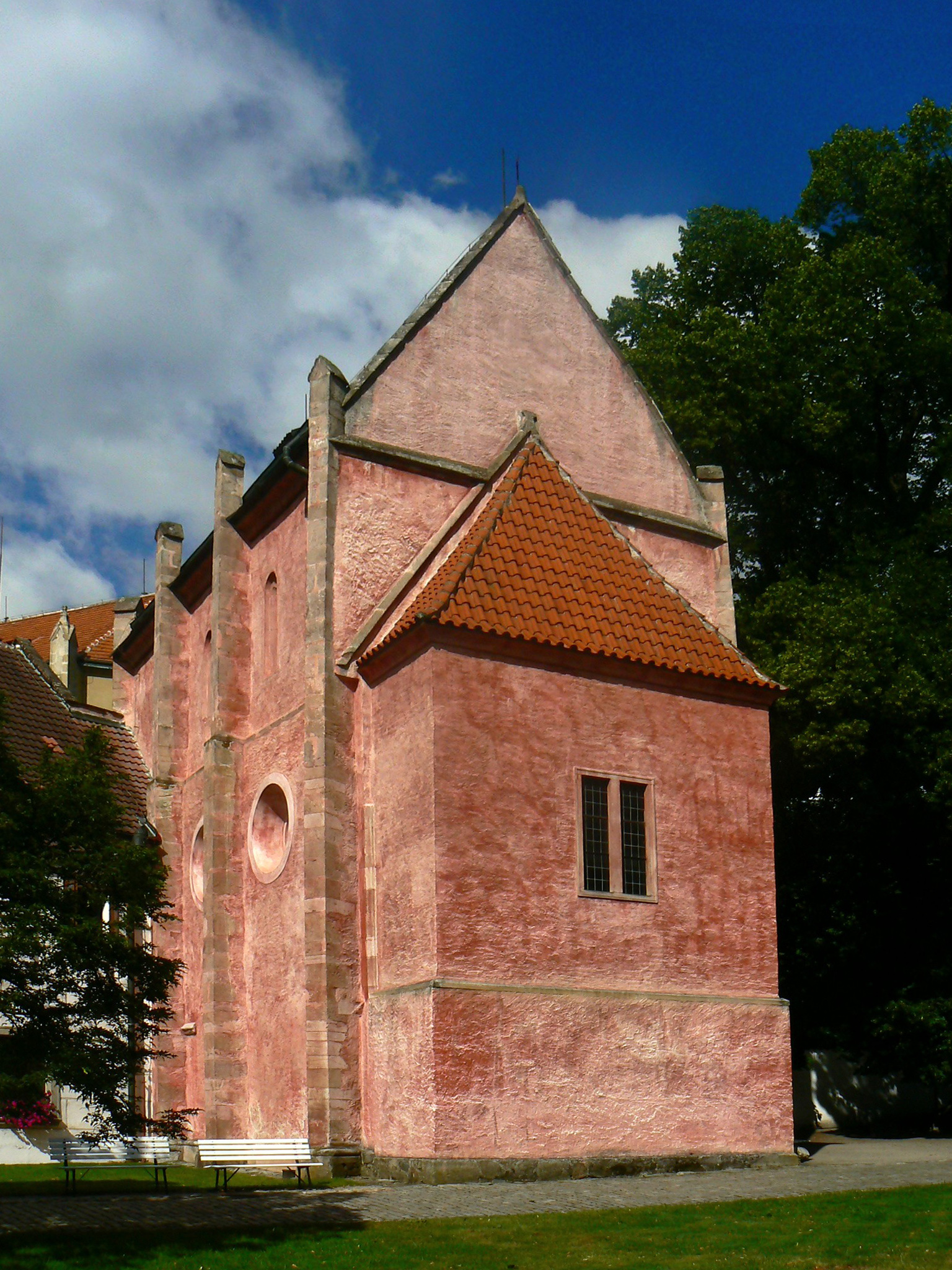
Kaple sv. Andělů strážných ve zlatokorunském klášteře.
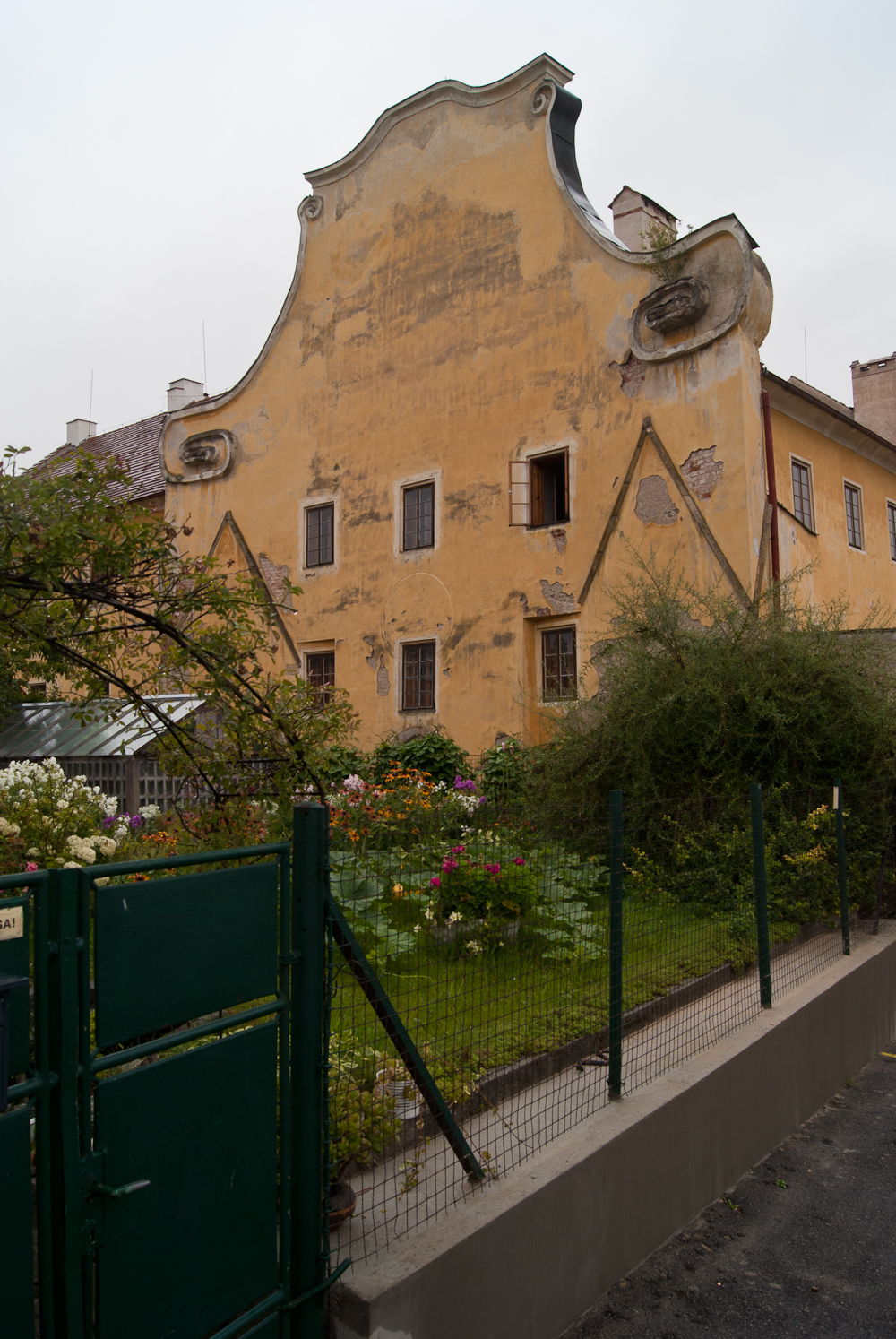
Zrušený kostel sv. Markéty ve Zlaté Koruně.
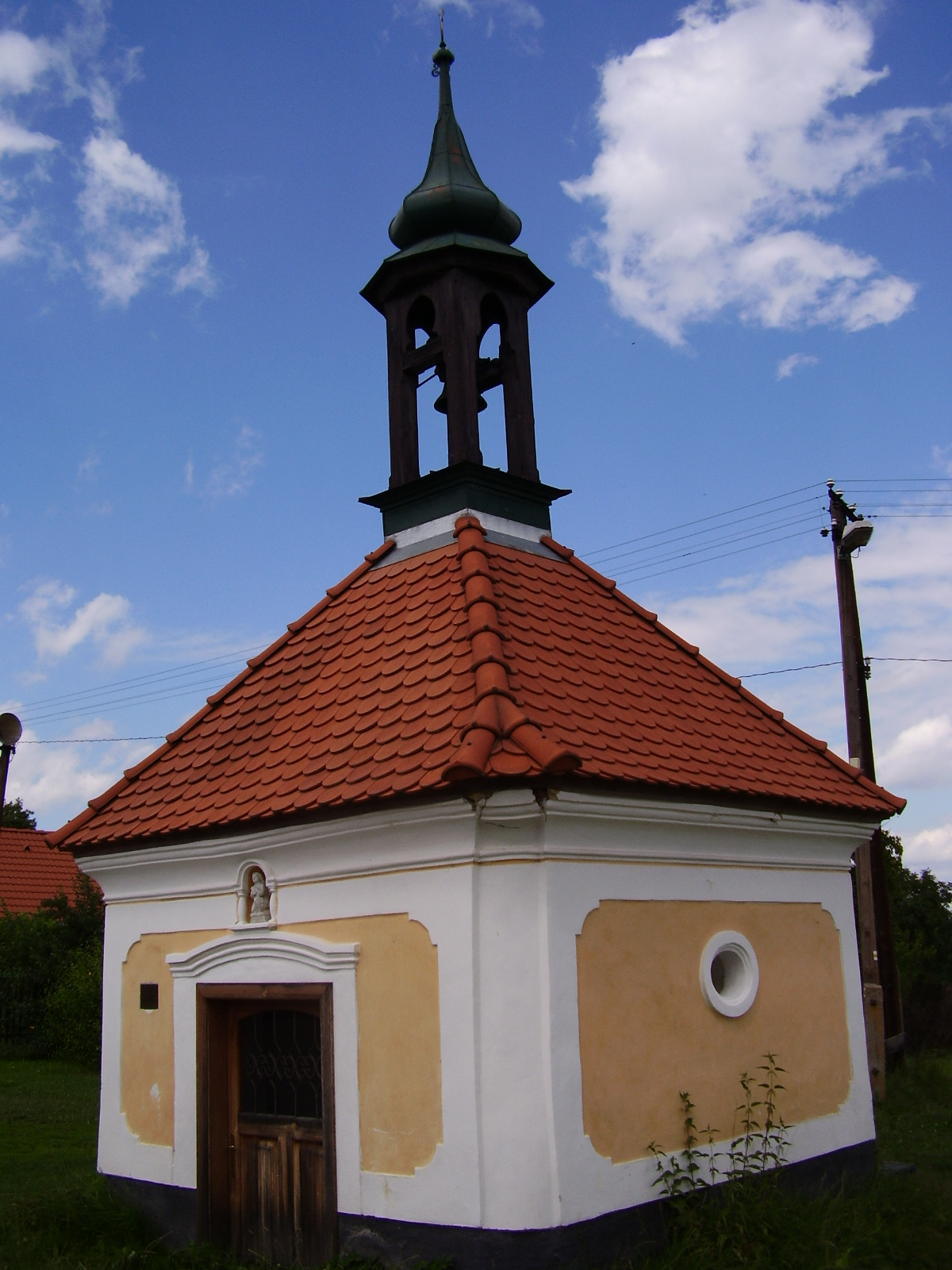
Obecní kaplička v Plešovicích.